# Тербутилазин
Тербутилазин — селективный гербицид системного действия, схожий по химическому строению с атразином (замен изопропилового радикала на трет-бутиловый). Также как атразин и симазин он относится к группе хлортриазинов. Был создан компанией J. R. Geigy в 1966 году.

## Использование
Тербутилазин широко используется в качестве эффективного довсходового гербицида на посевах сорго, цитрусовых, кукурузы, винограда и яблочных плантациях, а также в лесной зоне и на не обрабатываемых землях. Эффект основан на ингибировании работы фермента фотосистемы II.
Допущен к использованию как активное вещество для защиты растений в Германии, Австрии и Швейцарии. Основная областью применения является борьба с сорняками при возделывании кукурузы. Препараты тербутилазина продаются в основном в виде концентрированной суспензии.